# Меклин, Наталья Фёдоровна
Наталья Фёдоровна Ме́клин (по мужу — Кравцова; 8 сентября 1922, Лубны, Полтавская губерния — 5 июня 2005, Москва) — гвардии майор, писательница, Герой Советского Союза (1945).

## Биография
Родилась 8 сентября 1922 года в городе Лубны Полтавской губернии Украинской ССР. Член ВКП(б)/КПСС с 1943 года.
Школьные годы Наталья Фёдоровна провела в Харькове и Киеве, где в 1940 году с отличием окончила среднюю школу № 79. В старших классах увлеклась планеризмом. Записалась в планерную школу при Киевском Дворце пионеров. В 1941 году окончила 1-й курс Московского авиационного института. В июле-августе 1941 года участвовала в строительстве оборонных укреплений в районе Брянска.
В начале октября 1941 года по личному заявлению была зачислена в 588-й ночной легкобомбардировочный авиационный полк, сформированный по инициативе известной лётчицы Героя Советского Союза М. М. Расковой. В 1942 году окончила Энгельсскую военную авиационную школу пилотов.
На фронтах Великой Отечественной войны находилась с мая 1942 года. Была начальником связи эскадрильи, лётчиком, старшим лётчиком и командиром звена авиационного полка. Воевала на Южном, Северо-Кавказском, 4-м Украинском и 2-м Белорусском фронтах. В общей сложности на счету командира звена Натальи Меклин — 980 боевых вылетов, во время которых на врага было сброшено 147 тонн бомб.

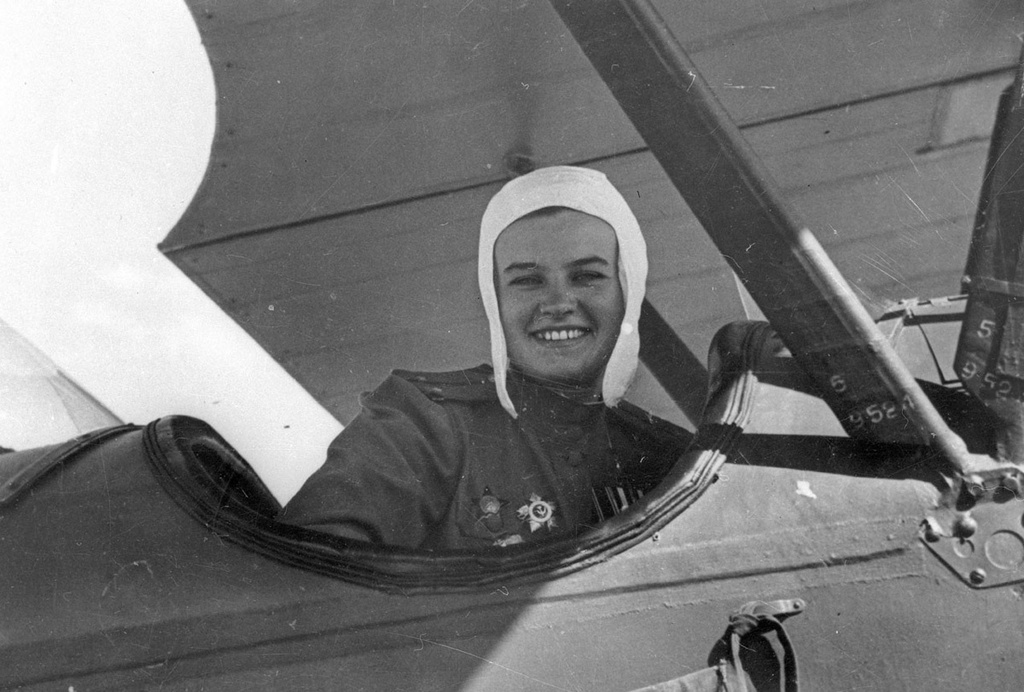
Наталья Меклин в кабине самолёта У-2, 1943 год

Указом от 23 февраля 1945 года гвардии лейтенанту Меклин Наталии Фёдоровне было присвоено звание Героя Советского Союза (медаль «Золотая звезда» № 4855). После войны продолжала службу в ВВС командиром звена (в Северной группе войск, Польша), а с октября 1945 года уволилась в запас.
С октября 1945 года Н. Меклин находилась в запасе. В 1947 году окончила 2 курса филологического факультета Московского государственного университета. С октября 1947 года вновь оказалась в армии: в октябре-ноябре 1947 года служила офицером отдела перелётов Главного управления ВВС.
В 1953 году окончила Военный институт иностранных языков (1948—1953). Служила старшим референтом-переводчиком в 6-м Управлении Министерства обороны СССР. В январе 1956 года вышла замуж за Ю. Ф. Кравцова и взяла его фамилию. Сын — Дмитрий Юрьевич Кравцов (1947—2016).
С сентября 1957 года майор Н. Кравцова в отставке. Работала в информационном отделе Управления Генштаба Советской армии переводчиком-референтом; затем в Издательстве военно-технической литературы на иностранных языках переводчиком, редактором. Занималась литературной деятельностью. Жила в Москве.
С 1972 года — член Союза писателей. Член Клуба Товарищей «Военного института иностранных языков Красной армии» (ВИИЯ КА).
Любила классическую литературу («Война и мир» Л. Н. Толстого, «Сага о Форсайтах» Голсуорси, музыку (Бетховен, Шостакович), балет («Жизель»). Любимые кинофильмы — «Белое солнце пустыни», «Служили два товарища», «Тихий Дон». Из актёров выделяла Жана Габена, Софи Лорен, балерину Галину Уланову. Любимый вид спорта — спортивная гимнастика.
Скончалась 5 июня 2005 года. Похоронена в Москве на Троекуровском кладбище.

## Награды
- Медаль «Золотая Звезда» № 4855 Героя Советского Союза (23 февраля 1945).
- Орден Ленина (23 февраля 1945).
- Три Ордена Красного Знамени.
- Орден Отечественной войны 1-й степени.
- Орден Отечественной войны 2-й степени.
- Орден Красной Звезды.
- Орден «Знак Почёта».
- 15 медалей.

## Сочинения
Наталья Фёдоровна — автор большого количества очерков и рассказов. Её сборник повестей «Вернись из полёта!» был удостоен медали имени Фадеева.
Повести:
- В ночном небе. М., 1972;
- От заката до рассвета. М., 1967;
- Из-за парты — на войну. М., 1976;
- Вернись из полёта! М., 1979;
- За облаками — солнце;
- Госпитальная палата;
- На горящем самолёте.

## Память
- Почётная гражданка города Гданьск (Польша)[2][3].
- Именем Натальи Фёдоровны названы школы в городах Северодвинск, Смоленск, Полтава, Ставрополь.
- Была зачислена в члены трудового коллектива цеха № 5 Производственного объединения «Оргсинтез» имени 60-летия СССР в городе Волжский Волгоградской области.

### Комментарии
1. ↑  Полк, имевший исключительно женский состав, был сформирован в октябре 1941 года. В феврале 1943 года преобразован в 46-й гвардейский ночной бомбардировочный авиационный полк.
Имея на вооружении лёгкие самолёты По-2 (У-2), боевые экипажи полка сделали в общей сложности 24 тысячи боевых вылетов, сбросили на врага 3 тысячи тонн бомбового груза.
Полк получил почётное наименование Таманского. Был награждён орденами Красного Знамени и Суворова III степени и отмечен 22 благодарностями Верховного Главнокомандования.
За войну полк потерял 31 лётчицу, пять из которых посмертно были удостоены звания Герой Советского Союза. 23 лётчицы получили звание Героя Советского Союза, две — Героя России.
2. ↑   В наградном листе говорилось: «Гвардии лейтенант Меклин за период боевых действий по борьбе с немецкими захватчиками произвела 840 боевых самолетовылетов на самолете По-2 с боевым налетом 1120 час. Имеет общий налет 1450 час. Ночной налет 1200 час. Сбросила по уничтожению мотомехчастей и живой силы противника 132 тонны бомбового груза. В результате точных бомбовых ударов в стане врага было вызвано 178 сильных взрывов, 162 очага пожара. Уничтожено и повреждено 3 переправы противника, 2 артбатареи, 1 прожектор, 3 пулеметных точки, свыше батальона пехоты. Разбросано войскам противника 800 тысяч листовок.<…> В напряженные дни боевой работы тов. Меклин производит по 9—10 боевых самолетовылетов. Эффективность бомбометания высокая. Вся её боевая работа служит образцом для всего личного состава»[5].